# Tempel des Divus Augustus
Der Tempel des Divus Augustus war ein römischer Tempel im antiken Rom.
Der Tempel war Kaiser Augustus geweiht. Das Gebäude wurde zwischen dem Palatin und dem Kapitolinischen Hügel hinter der Basilika Julia an der Stelle des Hauses errichtet, das Augustus bewohnt hatte, bevor er Mitte des 1. Jahrhunderts v. Chr. in das öffentliche Leben eintrat. Von römischen Münzen ist bekannt, dass der Tempel ursprünglich als ionischer Hexastylos errichtet wurde. Größe, physische Proportionen und genaue Lage sind jedoch nicht bekannt. Provinztempel des Augustus, wie der viel kleinere Augustustempel in Pula, waren bereits zu Lebzeiten des Kaisers Augustus errichtet worden. Wahrscheinlich wegen des Widerstandes der Bevölkerung gegen diesen Gedanken wurde Augustus erst nach seinem Tod offiziell vergöttlicht, als der Bau eines Tempels in Nola in Kampanien, wo er starb, begonnen worden zu sein scheint. Anschließend wurden ihm im gesamten Römischen Reich Tempel geweiht.

## Geschichte

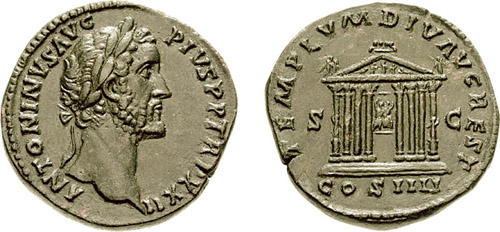
Tempel des Divus Augustus auf einer Münze von Antoninus Pius, um 158 n. Chr.

Der Bau des Tempels erfolgte im 1. Jahrhundert n. Chr., nachdem der Auftrag zum Bau kurz nach dem Tod des Kaisers im Jahr 14 n. Chr. vom römischen Senat genehmigt worden war. Historische Quellen sind sich nicht einig, ob das Gebäude von Augustus’ Nachfolger Tiberius und Augustus’ Witwe Livia Drusilla oder von Kaiser Tiberius allein erbaut wurde. Erst nach dem Tod des Tiberius im Jahr 37 wurde der Tempel endgültig fertiggestellt und von seinem Nachfolger Caligula geweiht. Einige Gelehrte haben vorgeschlagen, dass die Verzögerungen bei der Fertigstellung des Tempels darauf hindeuten, dass Tiberius die Ehrungen seines Vorgängers wenig beachtete. Andere Historiker haben darauf hingewiesen, dass Tiberius seine letzte Reise von seiner Villa auf Capri aus unternommen hat mit der Absicht, Rom zu betreten und den Tempel zu weihen. Tiberius starb jedoch in Misenum an der Bucht von Neapel, bevor er in die Hauptstadt aufbrechen konnte. Ittai Gradel schlägt vor, dass die lange Bauphase des Tempels ein Zeichen für die große Mühe war, die in seinen Bau gesteckt wurde.
Die lang erwartete Einweihung fand in den letzten beiden Augusttagen im Jahre 37 n. Chr. statt. Nach Angaben des Historikers Cassius Dio waren die von Caligula angeordneten Gedenkveranstaltungen außerordentlich extravagant. Ein zweitägiges Pferderennen fand zusammen mit dem Abschlachten von 400 Bären und „einer gleichen Anzahl wilder Tiere aus Libyen“ statt, und Caligula verschob alle Gerichtsklagen und setzte alle Trauer aus, „damit niemand eine Entschuldigung für die Nichtteilnahme haben sollte“. Die Pracht und der Zeitpunkt der Gedenkfeiern waren ein sorgfältig kalkulierter politischer Akt; August war nicht nur der Monat, in dem der verstorbene Kaiser gestorben war (und der nach ihm benannt wurde), sondern der Höhepunkt der Feierlichkeiten ereignete sich an Caligulas Geburtstag. Die Kombination dieser Ereignisse habe betont, dass Caligula als Augustus’ direkter Nachkomme erscheinen wollte. Kaiser Claudius befahl später, eine Statue von Augustus’ Frau Livia im Tempel zu errichten und die Vestalinnen zu ihren Ehren opfern zu lassen.
Während der Regierungszeit von Kaiser Domitian wurde der Tempel durch einen Brand zerstört, aber 89/90 mit einem Schrein für seine Lieblingsgottheit Minerva wieder aufgebaut und eingeweiht. Der Tempel wurde als Denkmal für vier vergöttlichte Kaiser neu gestaltet, darunter Vespasian und Titus. Er wurde Ende der 150er Jahre von Kaiser Antoninus Pius wieder restauriert möglicherweise mit dem Wunsch, öffentlich mit dem ersten Kaiser in Verbindung gebracht zu werden. Das genaue Datum der Restaurierung ist nicht bekannt, aber der erneuerte Tempel ist auf Münzen ab 158 abgebildet. Der Giebel zeigte ein Relief mit Augustus und wurde von einer Quadriga gekrönt. Auf dem Dach standen zwei Figuren, die links Romulus und rechts Aeneas darstellten, der seine Familie aus Troja herausführte, womit auf Roms Ursprungsmythos angespielt wurde. Die Stufen des Tempels waren von zwei Siegesstatuen flankiert.
Der Tempel des Divus Augustus wurde in der lateinischen Literatur als Templum Augusti oder Divi Augusti beschrieben, von Martial und Sueton wiederum Templum Novum („der neue Tempel“) genannt, ein Name, der in den Acta Arvalia aus dem Jahr 36 n. Chr. bezeugt ist. Es gibt Hinweise auf eine Bibliothek, von Tiberius in der Nähe des Tempels errichtet, genannt Bibliotecha templi novi oder templi Augusti. Kaiser Caligula soll später eine Brücke gebaut haben, die den palatinischen und den kapitolinischen Hügel verband und über den Tempel hinwegführte. Abgesehen von den gut bezeugten Kultstatuen von Augustus und Livia ist nur wenig über die Dekoration des Tempels bekannt, außer einer Referenz von Plinius dem Älteren zu einem Gemälde von Hyazinthus von Nikias von Athen, das Tiberius dem Tempel schenkte.
Der letzte bekannte Hinweis auf den Tempel stammt aus dem Mai 218 n. Chr.; irgendwann danach wurde er vollständig zerstört, und seine Steine wurden vermutlich für spätere Gebäude abgebaut. Seine Überreste sind nicht sichtbar, und der Bereich, in dem der Tempel lag, wurde nie ausgegraben.